# Hincksina alba
Hincksina alba är en mossdjursart som beskrevs av Charles Henry O'Donoghue 1923. Hincksina alba ingår i släktet Hincksina och familjen Flustridae. Inga underarter finns listade i Catalogue of Life.